# Medelhavsunionen

Medelhavsunionen
EU:s medlemsstater
Övriga medlemmar
Avstängd medlem
Observatörer (streckat)

Medelhavsunionen (franska Processus de Barcelone : Union pour la Méditerranée, engelska Barcelona Process: Union for the Mediterranean) är en mellanstatlig samarbetsorganisation som instiftades i Paris 13 juli 2008 av EU:s medlemsstater och medelhavsregionen (flertalet kustländer i Mindre Asien, Mellanöstern och Nordafrika och övriga Europa som gränsar till Medelhavet). Organisationen är en fortsättning på Barcelonaprocessen och kom till efter förslag av Nicolas Sarkozy under presidentvalskampanjen i Frankrike 2007.
Ursprungligen var avsikten att unionen endast skulle omfatta länderna runt Medelhavet, men förslaget stötte på starkt motstånd från övriga EU-medlemmar, särskilt från Tyskland, som inte ville att EU-medel skulle avsättas till något som inte alla medlemsländer i EU var del av.
Målet är att knyta samman Europa och Medelhavsländerna genom ekonomisk integration av länder och ekonomiskt och politiskt samarbete i regionala projekt. Ett syfte är att minska flyktingströmmar mellan länderna genom att eftersträva ökad tillväxt, fred, politisk stabilitet, mänskliga rättigheter och förbättrad utbildning inom hela regionen. 
Processen vilar på en deklaration, Barcelonadeklarationen från 1995, som baserades på de fyra huvudpunkterna:
- Fred, säkerhet, stabilitet, god regering och demokrati.
- Hållbar ekonomisk utveckling och reform.
- Utbildning och kulturutbyte
- Rättvisa, säkerhet, migration och social integration av migranter.

Medelhavsunionen har delat ordförandeskap under tvåårsperioder. De två första ordförandeländerna är Frankrike och Egypten. Organisationens högkvarter finns i Barcelona i Spanien.

## Medlemmar
Medelhavsunionen består av 42 medlemsländer. Syrien är avstängd sedan 2011. Libyen har observatörsstatus. Arabförbundet deltar också på mötena. 
- Albanien
- Algeriet
- Belgien
- Bosnien och Hercegovina
- Bulgarien
- Cypern
- Danmark
- Egypten
- Estland
- Finland
- Frankrike
- Grekland
- Irland
- Israel
- Italien
- Jordanien
- Kroatien
- Lettland
- Libanon
- Litauen
- Luxemburg
- Malta
- Marocko
- Mauretanien
- Monaco
- Montenegro
- Nederländerna
- Palestinska myndigheten
- Polen
- Portugal
- Rumänien
- Slovakien
- Slovenien
- Spanien
- Storbritannien
- Sverige
- Syrien
- Tjeckien
- Tunisien
- Turkiet
- Tyskland
- Ungern
- Österrike

Observatör:
- Libyen